# Давидова Світлана Володимирівна
Світлана Володимирівна Давидова (нар. 11 грудня 1978, Вязьма) — громадський активіст, багатодітна мати, мешканка м. Вязьми Смоленської області, звинувачена 21 січня 2015 року в державній зраді на користь України. Стала першою з обвинувачених відповідно до нових положень статті 275 КК РФ, прийнятих 2012 року, згідно з якими надання будь-якої допомоги іноземним державам, чи організаціям, або їх представникам у здійсненні діяльності, спрямованої проти безпеки російської держави, розглядається як державна зрада.